# ییندرژیخ هونزل
ییندرژیخ هونزل (چکی: Jindřich Honzl؛ ۱۴ مه ۱۸۹۴ – ۲۰ آوریل ۱۹۵۳ (۵۸ ساله)) نظریه‌پرداز تئاتر، کارگردان سینما و تئاتر و معلم اهل کشور چکسلواکی بود. او نمایندهٔ برجسته تئاتر مدرن چک بود.